# 1988 a filmművészetben

## Események
- augusztus 12. – Magán őrszolgálat vigyázza a New York-i Ziegfeld Theatre-t Martin Scorsese Krisztus utolsó megkísértése című filmje nyilvános bemutatója idején. A mű bemutatása ellen hét amerikai városban rendeztek tiltakozó tüntetéseket.
- október 22. – Párizsban francia katolikusok felgyújtanak egy mozit a Krisztus utolsó megkísértése vetítése alatt.
- november 26. – A nyugat-berlini Theater des Westens színházban először adják át ünnepélyes keretek között az Európai Filmdíjat, a Felixet, az amerikai Oscar-díj európai megfelelőjét.

## Sikerfilmek
1. Rain Man – Esőember (MGM), főszereplő Dustin Hoffman, Tom Cruise, Valeria Golino – 354 825 435 dollár
2. Roger nyúl a pácban (Disney), főszereplő Bob Hoskins, Christopher Lloyd, Charles Fleischer – 329 803 958 dollár
3. Amerikába jöttem (Paramount), főszereplő Eddie Murphy, Arsenio Hall, James Earl Jones – 288 752 301 dollár
4. Krokodil Dundee 2. (Paramount), főszereplő Paul Hogan, Linda Kozlowski, Charles S. Dutton – 239 606 210 dollár
5. Ikrek (Universal), főszereplő Arnold Schwarzenegger, Danny DeVito, Kelly Preston – 216 614 388 dollár
6. Rambo III. (TriStar), főszereplő Sylvester Stallone, Richard Crenna, Kurtwood Smith – 189 015 611 dollár
7. A hal neve: Wanda (MGM), főszereplő John Cleese, Jamie Lee Curtis, Kevin Kline – 188 589 712 dollár
8. Koktél (Disney), főszereplő Tom Cruise, Bryan Brown, Elizabeth Shue – 171 504 781 dollár
9. Segítség, felnőttem! (Fox), főszereplő Tom Hanks, Elizabeth Perkins, Robert Loggia – 151 668 774 dollár
10. Drágán add az életed! (Fox), főszereplő Bruce Willis, Alan Rickman, Bonnie Bedelia – 138 708 852 dollár

## Magyar filmek
- Álombalzsam – rendező Lukáts Andor
- Cirkusz a holdon – rendező Kabay Barna
- Csere Rudi – rendező Fejér Tamás
- A dokumentátor – rendező Dárday István
- Dunaszaurusz– rendező Csillag Ádám
- Egy teljes nap – rendező Grunwalsky Ferenc
- Eldorádó – rendező Bereményi Géza
- Éhes ingovány – rendező Ács Miklós
- Az erdő kapitánya – rendező Dargay Attila
- Faludy György, költő – rendező Böszörményi Géza
- Hanussen – rendező Szabó István
- Jézus Krisztus horoszkópja – rendező Jancsó Miklós
- Kárhozat – rendező Tarr Béla
- Küldetés Evianba – rendező Szántó Erika
- Miss Arizona – rendező Sándor Pál
- Mr. Universe– rendező Szomjas György
- Nyitott ablak – rendező Bednai Nándor
- Rocktérítő – rendező Xantus János
- Soha, sehol, senkinek! – rendező Téglássy Ferenc
- Titánia, Titánia, avagy a dublőrök éjszakája – rendező Bacsó Péter
- Tüske a köröm alatt – rendező Sára Sándor
- Angyalbőrben - rendező Gát György

## Díjak, fesztiválok
- Oscar-díj (április 11.)
  - Film:Az utolsó császár
  - rendező: Bernardo Bertolucci – Az utolsó császár
  - Férfi főszereplő: Michael Douglas – Tőzsdecápák
  - Női főszereplő: Cher – Holdkórosok
- 13. César-gála
  - Film: Viszontlátásra, gyerekek!, rendezte Louis Malle
  - Rendező: Louis Malle, Viszontlátásra, gyerekek!
  - Férfi főszereplő: Richard Bohringer, A nagy út
  - Női főszereplő: Anémone, A nagy út
  - Külföldi film: Az utolsó császár, rendezte Bernardo Bertolucci
- 1988-as cannes-i filmfesztivál
- Velencei Nemzetközi Filmfesztivál (augusztus 29-szeptember 9)
  - Arany Oroszlán: A szent iszákos legendája – Ermanno Olmi
  - Ezüst Oroszlán: Ködös tájkép – Teo Angelopulosz
  - Férfi főszereplő: Don Ameche és Joe Mantegna – Változnak a dolgok
  - Női főszereplő: Shirley MacLaine – Madame Sousatzka és Isabelle Huppert – Női ügy
- Berlini Nemzetközi Filmfesztivál (február 18–29)
  - Arany Medve: Vörös cirokmező – Csang Ji Mou
  - Ezüst medve: A bűn – Miguel Pereira és Királyok anyja – Janusz Zaorski
  - Rendező: Norman Jewison – Holdkórosok
  - Férfi főszereplő: Jörg Pose, Manfred Möck – Egyik viseli a másik terhét
  - Női főszereplő: Holy Hunter – A híradó sztárjai
- 1988-as Magyar Filmszemle

## Születések
- április 10. – Haley Joel Osment
- augusztus 24. – Rupert Grint
- november 15. – Zena Grey

## Halálozások
- január 7. – Trevor Howard, színész
- január 25. – Colleen Moore, színésznő
- február 1. - Heather O’Rourke, színésznő
- március 6. – Jeanne Aubert, színésznő
- március 7. – Divine, színész, énekes (* 1945)
- május 7. – Id. Kollányi Ágoston, rendező
- május 30. – Ella Raines, színésznő
- július 13. – Gobbi Hilda, színésznő
- július 25. - Judith Barsi, színésznő
- augusztus 4. – Florence Eldridge, színésznő
- szeptember 5. – Gert Fröbe, színész
- október 1. – Lucien Ballard, operatőr
- december 10. – Szemes Mari, színésznő
- december 23. – Frederick W. Elvidge, színész
- december 28. – Szatmári István
- december 27. – Hal Ashby, rendező

## Filmbemutatók
- Az alkalmi turista (The Accidental Tourist) – rendező Lawrence Kasdan
- Beetlejuice – Kísértethistória (Beetlejuice) – rendező Tim Burton
- Dolgozó lány (Working Girl) – főszereplő Melanie Griffith, Harrison Ford
- Drágám, terhes vagyok! (She's Having a Baby) – rendező John Hughes
- Éjszakai rohanás (Midnight Run) – rendező Martin Brest
- Életem a kabaré (Punchline) – rendező David Seltzer
- Elválasztott világ (A World Apart) – főszereplő Barbara Hershey és Jodhi May
- Elvira, Mistress of the Dark – rendező James Signorelli
- Gyerekjáték (Child's Play) – rendező Ronny Yu
- Lángoló Mississippi (Mississippi Burning) – rendező Alan Parker
- Halloween 4. (Halloween 4: The Return of Michael Myers) – rendező Dwight H. Little
- Hawks (Hawks) – főszereplő Timothy Dalton és Anthony Edwards
- Két test, egy lélek – rendező: David Cronenberg
- Gyilkos bohócok az űrből (Killer Klowns from Outer Space) – rendező Stephen Chiodo
- Mac, a földönkívüli barát (Mac and Me) – rendező Stewart Raffill
- Naplemente - rendező Blake Edwards
- Olivér és barátai (Oliver and Company) – rendező George Scribner)
- Őrület – rendező Roman Polański
- Péntek 13. – VII. rész: Friss Vér (Friday the 13th Part VII: The New Blood) – rendező John Carl Buechler
- Rémálmok háza (Paperhouse) – rendező Bernard Rose
- Rémálom az Elm utcában 4.: Az álmok ura (A Nightmare on Elm Street 4: The Dream Master) – rendező Renny Harlin
- Selyemgubó 2. – A visszatérés (Cocoon: The Return) – rendező Daniel Petrie
- Rövidfilm a szerelemről – rendező Krzysztof Kieślowski
- Sürgető ügető – rendező Michael Dinner
- Szentjánosbogarak sírja - rajzfilm, rendező Takahata Iszao
- Veszélyes kanyarok (Dangerous Curves) – rendező David Lewis
- Veszedelmes viszonyok (Dangerous Liaisons) – rendező Stephen Frears
- A világ urai (Masters of the Universe) – főszereplő Dolph Lundgren és Courteney Cox